# Jens Peter Jacobsen
Jens Peter Jacobsen (7. duben 1847, Thisted, Dánsko – 30. duben 1885, Thisted) byl dánský naturalistický spisovatel, básník a přírodovědec – botanik. Ovlivnil řadu dalších básníků a spisovatelů, například Rainera Maria Rilkeho a Franze Kafku. Jeho dílem byli ovlivněni i mnozí čeští básníci, například Josef Svatopluk Machar, Fráňa Šrámek a František Xaver Šalda .

## Život
Studoval botaniku a do dánštiny přeložil některá díla Darwinova: O původu druhů (dánsky Om Arternes Oprindelse, 1872) O původu člověka (dánsky Menneskets afstamning og Parringsvalget, 1875). Sám napsal pojednání v Darwinovském duchu Om Desmidiaceerne, za které byl poctěn zlatou universitní medailí. Po propuknutí tuberkulózy cestoval do jižní Evropy (Německo a Itálie) a věnoval se již pouze literatuře. První díla – povídky Mogens (1872) a Et skud i taagen (1875) otiskl v měsíčníku Nyt Dansk Maanedsskrift. Jeho básně, povídky i romány měly velký ohlas a ovlivnily mnoho dalších autorů.
Nemoci podlehl ve věku 38 let.

## Dílo
- 1868–1869 dánsky Gurresange (Písně z Gurre) – básně; byly zhudebněny Arnoldem Schoenbergem
- 1872 dánsky Mogens og andre noveller (Mogens a další povídky), česky vyšlo pod názvem Dva světy
- 1876 Fru Marie Grubbe (Paní Marie Grubbová) – román
- 1880 Niels Lyhne – román
- 1886 dánsky Digte og udkast (Básně a náčrty), vydáno posmrtně
- V letech 1924–1929 byly vydány šestidílné Sebrané spisy

### České překlady
- Niels Lyhne: román – přeložil Alois N. Lucek. Praha: Jaroslav Pospíšil, 1891[3]
- Dvě povídky – přeložil Emanuel Lešehrad, předmluva František Sekanina. Praha: Alois Hynek, 1910
- Paní Marie Grubbová: interieury ze sedmnáctého století – přeložila a úvodní studii napsala Milada Krausová-Lesná. Hradec Králové: Bohdan Melichar, 1911
- Paní Fönsová – in: 1000 nejkrásnějších novel... č. 1, úvod F. Sekanina, přeložil Jaroslav Vaňha. Praha: J. R. Vilímek, 1911[4]
- Niels Lyhne – přeložil Viktor Šuman. Praha: Čsl. podniky tiskařské a vydavatelské, 1922[5]
- Paní Marie Grubbová: román – přeložila Dagmar Pallasová; doslov Gustav Pallas; obálka a kresby František Prchlík: Praha: F. Kosek, 1947
- Dva světy – překlad František Fröhlich, Praha: SNKLHU, 1963
- Paní Marie Grubbová. Niels Lyhne – překlad František Fröhlich a Miloslav Žilina. Praha: Odeon, 1986
- Paní Fonssová – překlad: František Fröhlich. Zpracováno v roce 1992 v Českém rozhlasu, dramatizace: Marie Vaňkátová, četla: Valérie Zawadská, režie: Jan Tůma[1]